# 黃柏語
黃暄淳（1992年5月15日—），藝名黃柏語，綽號「小淳」，台灣男歌手，高雄人，正就讀於臺北藝術大學。

## 經歷
2008年12月23日，加入第二屆模范棒棒堂，當時藝名為「小淳」，才藝是現代舞蹈，後來於2009年2月「底迪三軍選拔賽」因未被選上，而自模范棒棒堂畢業。
2013年演出K歌情人夢時，因劇情需要，曾與張棟樑、豆花妹、郭耀仁、Terry、布孟璇、師鈺婷、陳思函共八人組成樂團「超有種樂團」，並以此名稱上些許節目宣傳戲劇，而也因團員皆屬不同經紀公司，故隨著戲劇播出完畢，此團也告一段落。
2013年參加《快樂男聲2013》歌唱選秀節目，在7月7日撥出之「杭州賽區十強賽」中獲得晉級機會，然而卻在7月11日撥出之「全國突圍賽66進20強第一場」 中即被淘汰，在复活赛中表现优秀获得超高人气」   。
2008~2014年4月並無任何經紀約，最後於2014年5月簽入華研國際音樂，隨後也跟隨師姊團Popu Lady至美國關島拍攝收錄於More「好好」的MV。
2015年參予於桃園機場演出音樂歌舞小劇場之男主角，吸引眾多國內外旅客駐足欣賞。

## 音樂作品

### 電視原聲帶
| 專輯 | 專輯資料                                                                              | 曲目                                                               |
| ---- | ------------------------------------------------------------------------------------- | ------------------------------------------------------------------ |
| 1st  | 《K歌·情人·夢電視原聲帶》 - 發行日期：2013年3月22日 - 語言：國語 - 唱片公司：華納唱片 | - 超有種樂團合唱-一路發威（曲目1） - 超有種樂團合唱-螢火（曲目10） |

## 演出作品

### 電視劇
| 撥出年分 | 撥出頻道                   | 劇名        | 飾演       | 性質   | 登場集數 | 合作演員                                 |
| 2013     | 華視、衛視中文臺           | K歌·情人·夢 | 安震       | 男配角 | 全劇     | 藍鈞天、豆花妹、許慧欣、張棟樑...等      |
| 2015     | 優酷網、土豆網、衛視中文臺 | 我的鬼基友  | 韓思宜同事 | 客串   | 1        | 劉以豪、陳匡怡、張睿家...等              |
| 2015     | 樂視網                     | 詭案        | 李強       | 配角   | 1        | 是元介...等                              |
| 2017     | 大愛                       | 車站人生    | 志勇       | 配角   |          | 黃玉榮、高允漢、林可唯 (藝人)、張倩...等 |

### MV演出
| 首播日期       | 演唱者    | 歌曲                         | 收錄專輯 | 性質                 |
| 2014年8月4日   | Popu Lady | 好好 Different When With You | More     | 男主角(飾演庭萱男友) |
| 2014年11月30日 | 蔡依林    | 美杜莎 Medusa                | 呸       | 客串                 |

## 新聞連結
- 豆花妹有新歡？ 小5歲「乾弟」感情好 （页面存档备份，存于）
- 豆花妹陪玩到深夜 餵飽棒棒堂乾弟 （页面存档备份，存于）

## 外部連結
- 黃柏語的微博
- 黃柏語粉絲專頁(Facebook)